# Gnaeus Pompeius Longinus
Gnaeus Pompeius Longinus (ur. ok. 50, zm. 105 w Dacji) – rzymski senator.
Jest wspomniany w wojskowym awansie (diploma militaria) wydanym przez Domicjana, datowanym na 13 maja 86 roku, jako głównodowodzący w Judei, co wskazuje, że pełnił w tym czasie stanowisko legatus Augusti pro praetore Judei. Prawdopodobnie jego kadencja trwała aż do 89, gdyż w roku następnym został konsulem dodatkowym (consul suffectus). Następnie był legatem (legatus Augusti pro praetore) Mezji od 93 do 96, a w 97/98 legatem Panonii.
Na napisie z późniejszego czasu jego imię brzmi Gnaeus Pinarius Aemilius Cicatricula Pompeius Longinus, przypuszczalnie w wyniku adopcji przez Gnaeusa Pinariusa Aemiliusa Cicatricula, który w 79 był konsulem dodatkowym.
Longinus popełnił samobójstwo w 105.